# Feldberg
Feldberg er det højeste bjerg i Schwarzwald, og det højeste bjerg i Tyskland udenfor Alperne med en højde på 1.493 meter over havet. Freiburg im Breisgau er den nærmeste større by. Feldberg bliver også brugt som navn på to andre bjerge i Hochtaunuskreis 300 km længere mod nord, Kleiner Feldberg (825 m) og Großer Feldberg (880 m). Feldberg er også navnet på et område med landsbyerne Bärental, Feldberg, Falkau, Altglashütten og Neuglashütten.

## Geografi
Feldberg ligger sydøst for Freiburg im Breisgau, og er omgivet af landsbysamfundene Hinterzarten, Titisee, Menzenschwand, Bernau og Todtnau. Fra den højeste top er der et plateau 2 km mod sydøst til toppen Seebuck (1.448 m). Herfra går en dyb dal mod nordøst, blandt andet søen Feldsee ligger. Andre dale omkring Feldberg er Zastlertal i nordvest og Wiesental i sydvest.
Stationen Feldberg-Bärental, er den højest beliggende jernbanestation i Tyskland (967 moh). Fra stationen går der busrute til skiliftene i Seebuck.

## Klima
Den årlige middeltemperatur er omkring 3 °C. Den normale årsnedbør er på 2.114 mm, og det meste af dette falder som sne. August er den eneste måned som ikke har haft snefald på toppen.

## Sport og fritid
Feldberg er det største skicenter i Tyskland udenfor Alperne. Den første skilift blev bygget i 1907. I dag er der omkring 28 skilifte og over 50 km pister på bjerget.  Turisme er derfor hovederhverv for indbyggerne på egnen.

## Galleri
- Udsigt fra Feldberg mod Brandenberg-Fahl (Todtnau)
- Sommer på Feldberg
- Udsigt mod Feldberg
- Skisportscenter Feldberg